# ラジオ関西淡路送信所

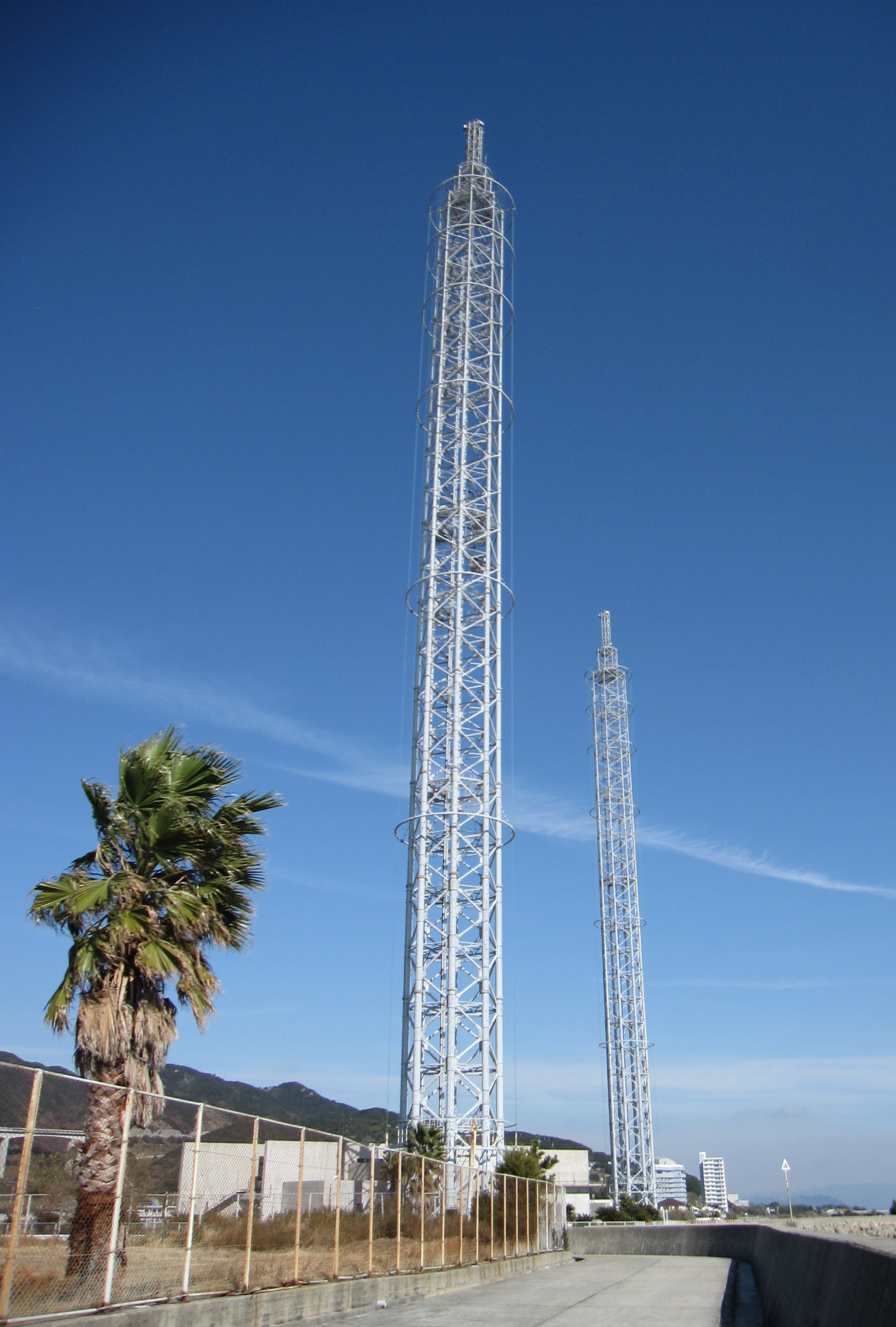
ラジオ関西淡路送信所

ラジオ関西淡路送信所（ラジオかんさいあわじそうしんじょ）は、兵庫県淡路市にあるラジオ関西の送信所である。

## 概要
兵庫県をはじめ近畿地方（関西広域圏）の広範囲に電波を発射している。現在は淡路市小磯にあるが、以前は同市岩屋（淡路島の北端）にあった。旧送信所近くを通る明石海峡大橋建設工事に伴って、電波障害が見込まれたため本州四国連絡橋公団（現本州四国連絡高速道路株式会社）の負担で移設され、1994年の11月23日から運用を開始した。
およそ2か月後に阪神・淡路大震災が発生。当時須磨区にあった本社スタジオは大きく損壊して使用不可能になったが、送信所を移したばかりで、老朽化により倒壊の恐れがあった旧送信所も解体済みであったことから、結果的に放送全面停止という最悪の事態は免れた。
現送信所は1998年まで運航していた淡路フェリーボートの大磯港に隣接した場所にあり、フェリー廃止後の周辺はパナソニックの事業所や本四海峡バスの大磯営業所（後にフジトランスポート淡路支店）、太陽光発電施設が設置されている。

## 送信施設概要
| 周波数 | コールサイン | 空中線電力 | 放送対象 地域 | 放送区域 内世帯数 |
| ------ | ------------ | ---------- | ------------- | ----------------- |
| 558kHz | JOCR         | D20kW      | 兵庫県        | 1079万5071世帯    |

- 北東方向に指向性が設定されている。指向性を持たせるため高さ135m鉄塔を2基使用している。いずれもAMラジオ送信所としては数少ない自立型鉄塔である[2]。